# 洛杉矶机场跑道入侵空难

事发时两机的运行路线

洛杉矶机场跑道入侵空难發生1991年2月1日。當天晚上，在美国洛杉矶国际机场，从哥伦布港国际机场飛往洛杉磯國際機場的全美航空1493號班機（机型波音737-3B7）在降落24L跑道时，與准备从洛杉矶国际机场起飞，前往棕榈谷区域机场的天西航空5569號班機（机型费尔柴尔德梅特罗III型）在同一条跑道上相撞。相撞时，737客机直接将梅得罗客机压在其身下，之后737客机偏离跑道，撞到机场一处关闭的消防大楼并起火。事件造成梅得罗客机上全部12人，和737上22人，共34人死亡。事故31天后又有一位乘客死亡，令这起事故最终遇难人数上升为35人。

## 事故經過
1991年2月1日，全美航空1493號班機（飛機註冊編號N388US）從紐約州雪城漢考克國際機場起飛，於華盛頓和俄亥俄州哥倫布市作短暫停留後飛往洛杉磯國際機場。當時機上載有83名乘客以及6名機組成員。
當地時間6時過後，1493號班機正在作最後進場。此時，天西航空的一架費爾柴爾德梅特羅III型雙螺旋槳小飛機（5569號班機）準備飛往加利福利亞州棕櫚谷，機上載有10名乘客以及2名機組成員。因為航管安排，5569號班機被獲准進入跑道，等待離跑道端2,200英尺以外的45號滑行道與24號左跑道的交叉口的西翼航空客機通過。
然而卻在不久後，空管員批准1493號班機降落至24號左跑道，但是管制员忘记指示在跑道上等待的5569号班机起飞。1493號班機降落後不久隨即撞上5569號班機，兩架客機皆衝出跑道。5569號班機被1493號客機的機身完全壓毀。而兩架飛機最後撞上跑道旁的一棟空置建築并起火。

## 傷亡情況

全美航空1493號班機乘客座位示意圖

天西航空5569號班機上所有10名乘客以及2名機組人員全部在事故中遇難。而在全美航空1493號班機20名乘客以及2名機組人員死亡，并造成11名乘客以及2名機組人員重傷；15名乘客以及其他2名機組人員輕傷。
根據遺體所在的位置，當局認定在全美航空1493號班機上死亡的其中17名乘客在疏散時吸入煙霧窒息死亡，只有2具遺體在座位上被發現。1名受傷乘客因被嚴重燒傷在事故發生數天後死亡。1名重傷乘客在事故發生後31天因多重創傷而死亡，然而根據美國聯邦法規（49CFR830.2號法規），因為死亡時間在事故發生後30天所以并沒有被列入遇難者名單之列。

## 事後調查
根據事後生還的全美航空1493號班機的副機師稱，在客機落地前他并沒有留意到跑道上的天西航空客機；而當發現客機後曾經嘗試實施制動，但為時已晚因此無法作出閃避動作而與5569號班機相撞。
而根據向美国国家运输安全委员会作證的被指控在場空管員稱，事故發生時以為天西航空客機撞上一枚炸彈，隨後與當值主管彙報時確定全美航空客機與天西航空客機相撞。而空管員歸咎於跑道燈光在地面控制塔上形成眩光阻礙視線，使其不能判斷天西航空飛機所在的位置。另一方面，空管員將另一架在跑道正在離場的通勤客機誤認作天西航空客機，因此判定跑道已清空從而批准全美客機降落，從而造成事故。
而根據國家運輸安全委員會的調查中指，在全美航空客機的座艙視角并不能看見被其他客機的燈光遮蓋的天西航空客機。因此機場方面對於事故負主要責任，而空管員的危機意識不良也是造成事故的原因之一。
而聯邦航空管理局在事後要求航空公司對客機上的設施物料阻燃性作出改進，但在美國在該法令前生效日前建造的飛機皆不符合其要求的標準。經過陸續的改進，現今美國的客機基本符合法令要求。

## 其他
此次全美航空1493號班機空難被加拿大Cinefix公司製作成紀錄片空中浩劫第九季第四集“Cleared for disaster”以及第25季特辑「No Exit」。

## 外部連結
- 失事的全美航空編號為N388US的波音737客機照片（页面存档备份，存于）Airliners.net
- 失事的天西航空編號為N683AV的費爾柴德美多III型客機照片（页面存档备份，存于）Airliners.net